# Amtsgericht Gengenbach

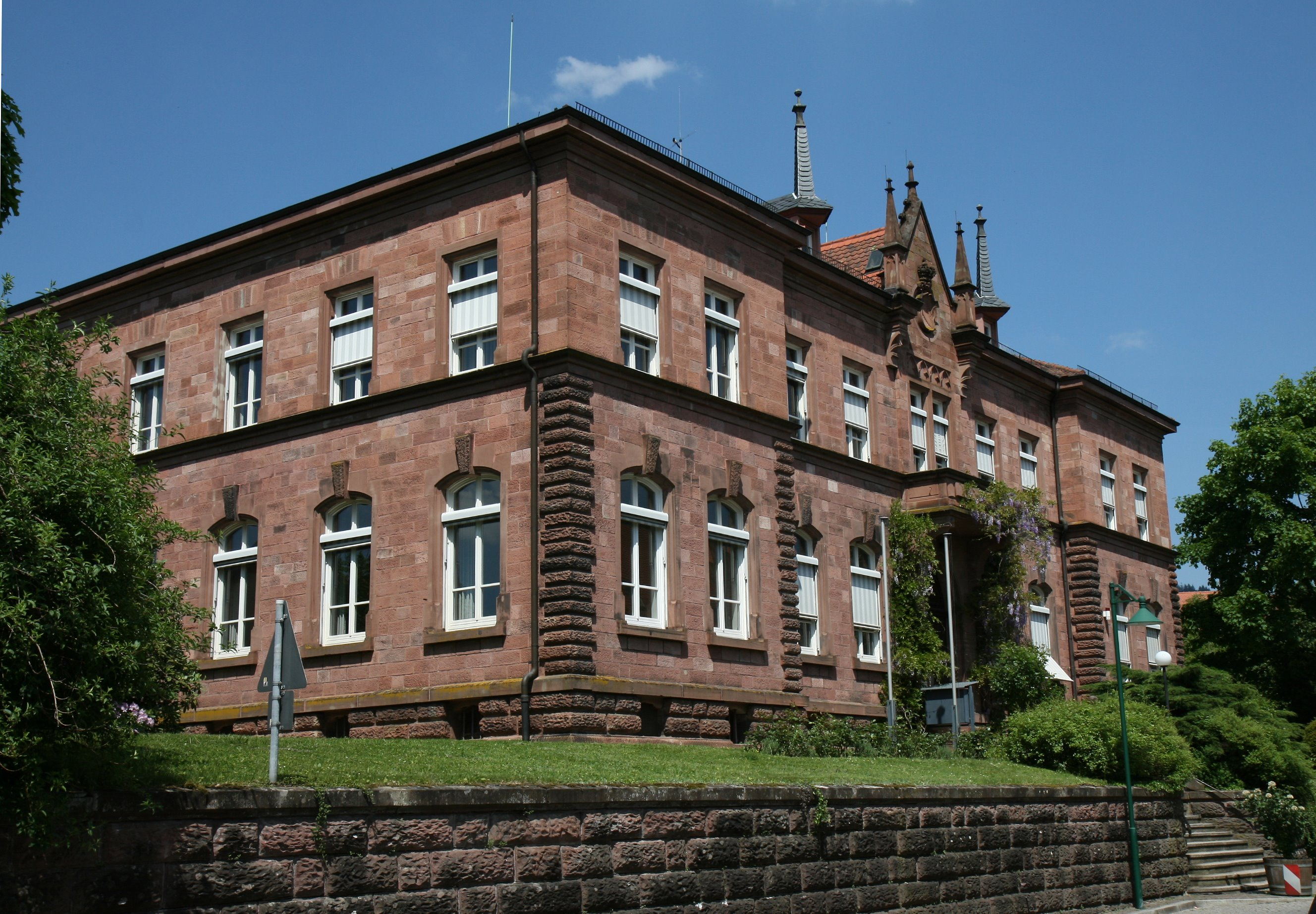
Gerichtsgebäude

Das Amtsgericht Gengenbach ist ein Gericht der ordentlichen Gerichtsbarkeit und eines von sechs Amtsgerichten (AG) im Bezirk des Landgerichts Offenburg. Es ist mit einem Richter besetzt.

## Gerichtssitz und -bezirk

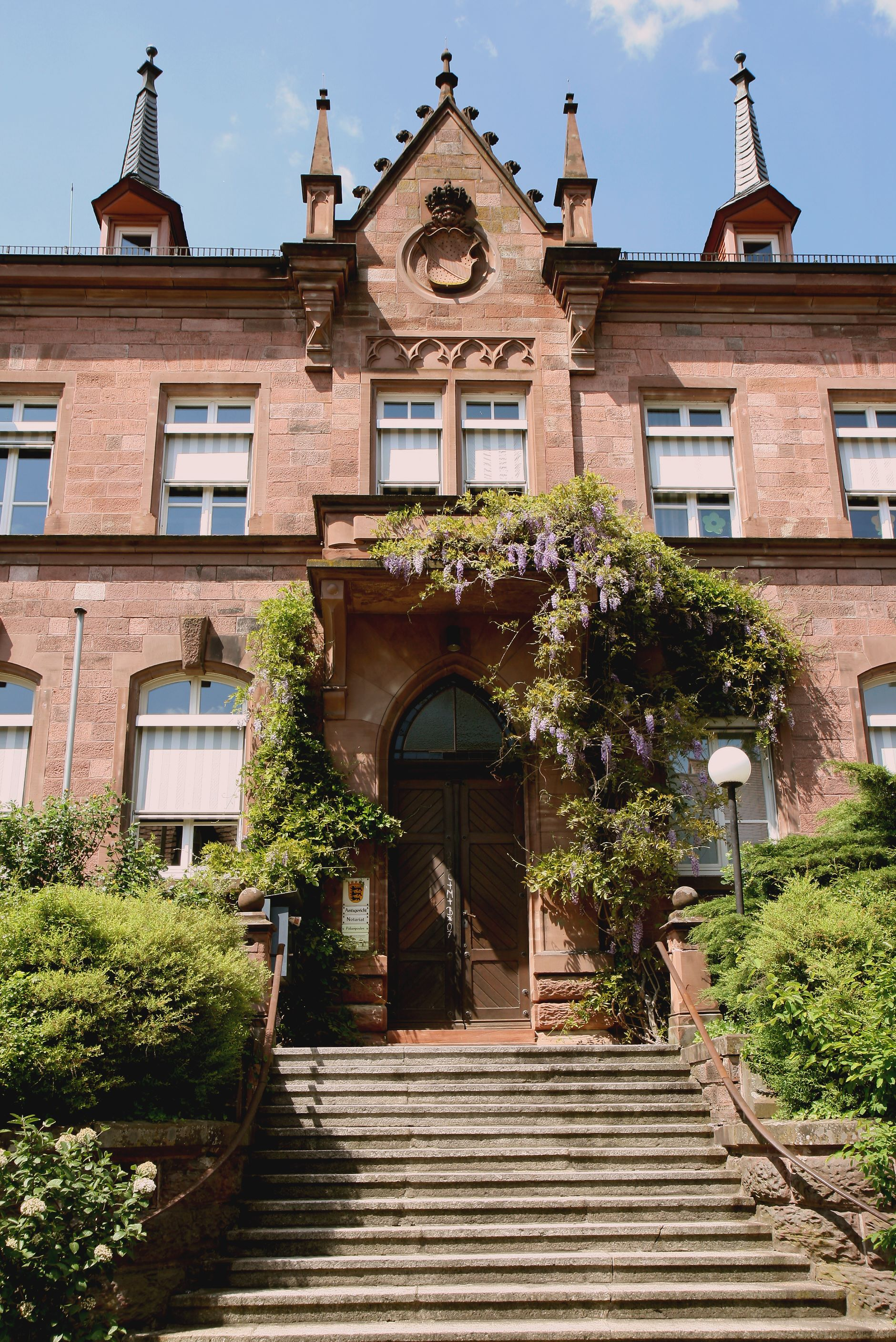
Portal

Sitz des Gerichts ist die Stadt Gengenbach im Ortenaukreis. Der Gerichtsbezirk umfasst das Gebiet der Städte und Gemeinden Berghaupten, Biberach, Gengenbach, Nordrach, Oberharmersbach, Ohlsbach und Zell am Harmersbach mit insgesamt 32.470 Einwohnern.
Mahnverfahren bearbeitet das Amtsgericht Stuttgart als Zentrales Mahngericht. 

## Gebäude
Das Gericht ist in dem 1888 errichteten Gebäude Grabenstraße 17 untergebracht. Es teilt sich das Gebäude mit der Polizei.

## Übergeordnete Gerichte
Dem Amtsgericht Gengenbach ist das Landgericht Offenburg übergeordnet. Zuständiges Oberlandesgericht ist das Oberlandesgericht Karlsruhe.